# ノース・グリニッジ駅 (ロンドン地下鉄)
ノース・グリニッジ駅 (ノース・グリニッジえき、英: North Greenwich station) は、1999年に開業したロンドン地下鉄ジュビリー線の駅である。トラベルカード・ゾーンは2と3に位置する。
その名前にもかかわらず、歴史的に知られるノース・グリニッジ地域内に当駅はない。また、1872年から1926年にあったノース・グリニッジ駅とはまったく違う。当駅はThe O2(旧ミレニアム・ドーム)に隣接していて、テムズ川のサウス・バンク、グリニッジ・ペニンサラ(グリニッジ半島)の北端に位置する。厳密に地下鉄駅はマリタイム・グリニッジよりチャールトンのほうが近い。しかしそれは、名前の最善な説明を与えられているがほとんどは、グリニッジ・ロンドン特別区の北端に位置する。
ノース・グリニッジはジュビリー線の最大の駅で、1時間当たり約20,000人の乗客に対応できる。そして、ジュビリー線のカナリー・ワーフ駅とカニング・タウン駅間で、2000年にミレニアム・ドーム(現在のThe O2)で予想される大量の乗客に対応するように設計された。

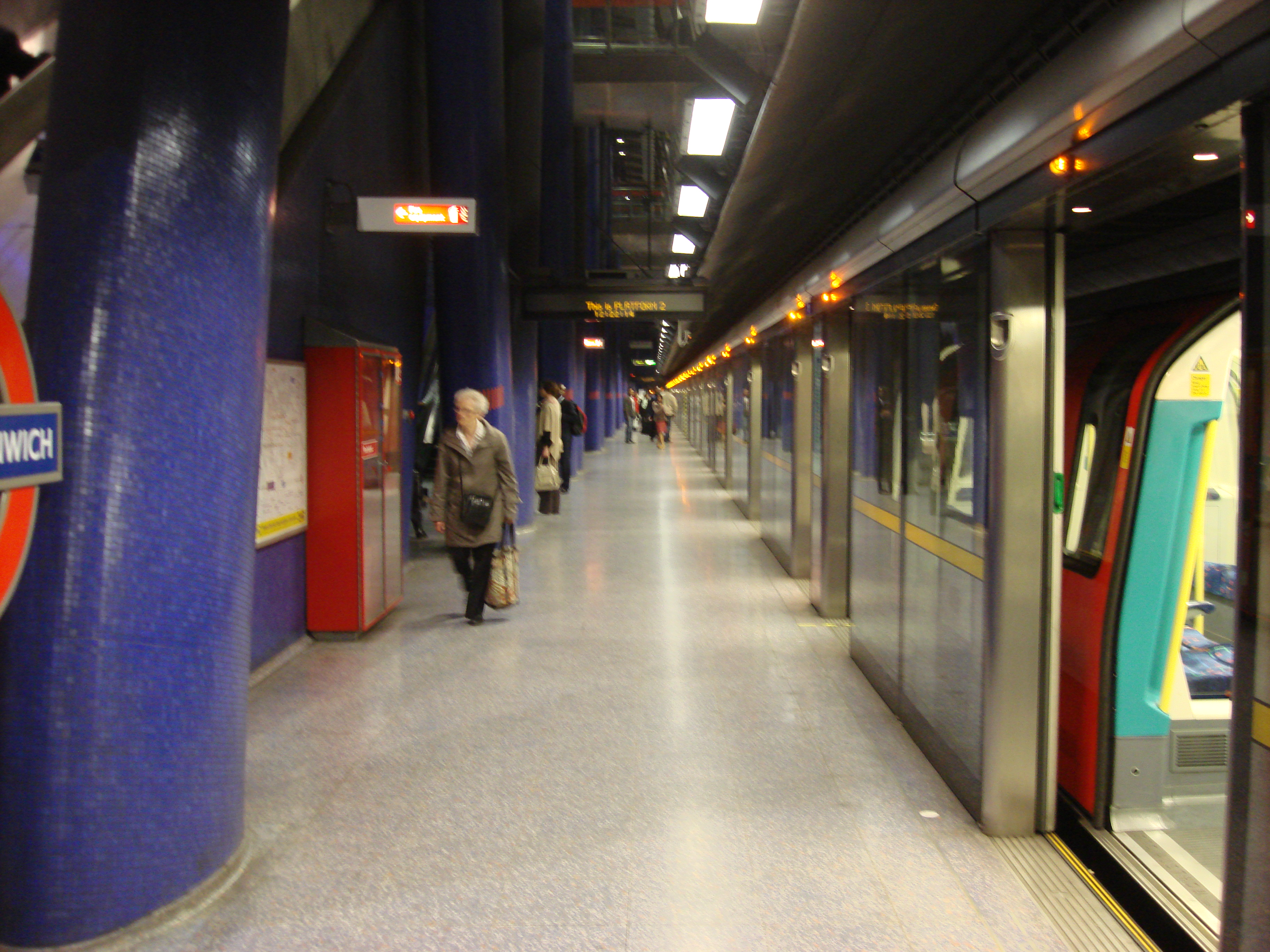
2番線ホーム

一部列車は2番線に入線し発車する。工事などで本線が使用不可能な場合、2番線を利用する。
ノース・グリニッジ駅のジュビリー線のホームは当駅のバス・ステーションと同じ位置に配置されている。
著名な青いタイルと印象的なインテリア、内部のコンクリートの柱がある巨大な地下空間を建築家ウィル・オルソップによって建築された。画像は環境建設委員会(CABE)のケーススタディから利用できる。

## 隣の駅
ロンドン交通局
ロンドン地下鉄
■ジュビリー線
カナリー・ワーフ駅 - ノース・グリニッジ駅 - カニング・タウン駅

## バスターミナル
このバスターミナルからはルート108、129、132、161、188、422、472、486である。